# Дубки (Ростовская область)
Дубки — посёлок в Зерноградском районе Ростовской области России.
Входит в состав Зерноградского городского поселения.

## География
Посёлок расположен на северной окраине города Зерноград. Фактически посёлок Дубки слился с Зерноградом, но административно по-прежнему является отдельным населённым пунктом сельского типа.

### Улицы
- ул. Береста,
- ул. Возного,
- ул. Зерноградская,
- ул. Коптева,
- ул. Косарева,
- ул. Никольской.

## Население
| 2010 |
| ---- |
| 254  |